# Lhok Meureu
Lhok Meureu is een bestuurslaag in het regentschap Aceh Timur van de provincie Atjeh, Indonesië. Lhok Meureu telt 201 inwoners (volkstelling 2010).